# Emmaüsgangers

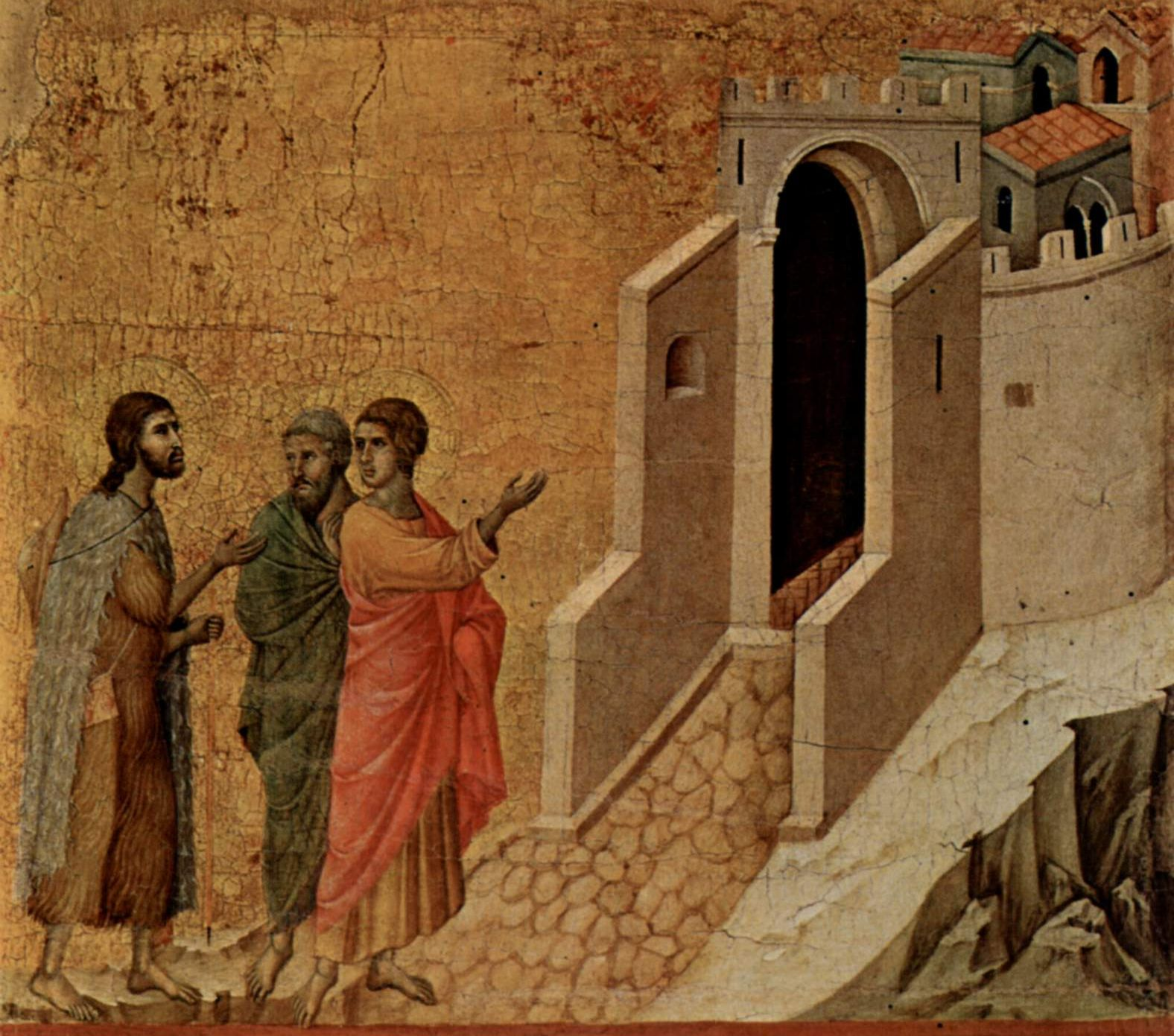
Verschijning op weg naar Emmaüs door Duccio di Buoninsegna (altaarretabel uit de kathedraal van Siena (1308-1311).

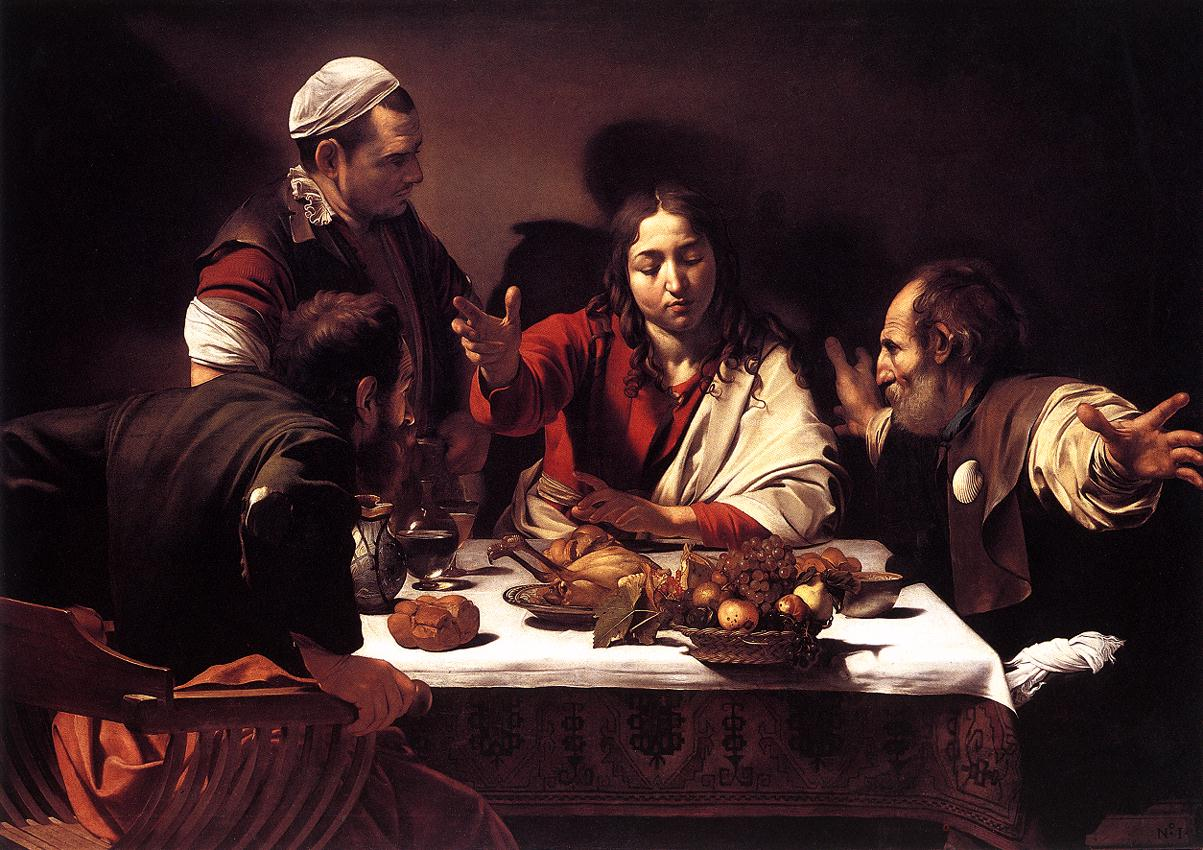
Caravaggio: Avondmaal in Emmaüs (1601).

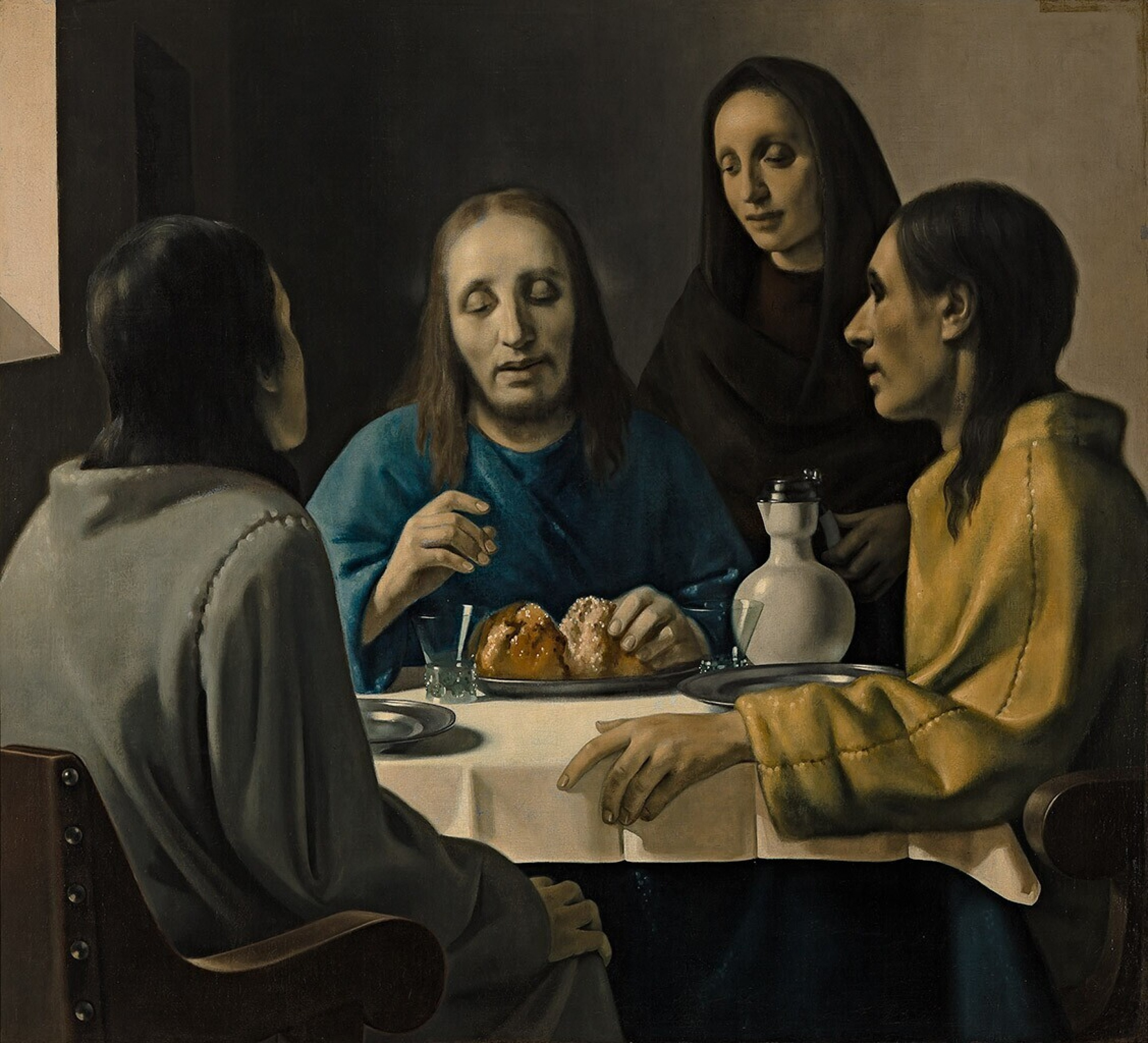
Han van Meegeren: De Emmaüsgangers (1937), vervalsing die voor een Vermeer moest doorgaan.

De Emmaüsgangers zijn twee mannen volgens het bijbelboek Lucas op weg naar het dorp Emmaüs die de uit de dood opgestane Jezus ontmoet hebben. Ze zijn veelvuldig afgebeeld in de westerse schilderkunst.

## Emmaüsgangers in het Nieuwe Testament
Emmaüs was een dorp in Judea op 11½ kilometer van Jeruzalem. Volgens Lucas 24:13-51 verscheen Jezus op Paasdag aan twee leerlingen die Pesach in Jeruzalem gevierd hadden en (terug) wandelden naar Emmaüs. Ze herkenden hem niet, maar nodigden hem uit voor een maaltijd en overnachting. Toen hij voor de maaltijd een zegengebed uitsprak en het brood brak, herkenden ze hem. Hierna werd Jezus "onttrokken aan hun blik". De Emmaüsgangers gingen hierop terug naar Jeruzalem om hun verhaal te vertellen aan de elf apostelen. Terwijl zij dit verhaal vertelden, kwam Jezus in hun midden staan. De apostelen en Emmaüsgangers werden bang, want ze dachten een geest te zien. Maar Jezus zei: "Waarom zijn jullie zo ontzet en waarom zijn jullie ten prooi aan twijfel? Kijk naar mijn handen en voeten, Ik ben het zelf! Raak Me aan en kijk goed, want een geest heeft geen vlees en beenderen zoals jullie zien dat Ik heb." Hierna at Jezus een geroosterde vis, "maakte Hij hun verstand ontvankelijk voor het begrijpen van de Schriften", nam hen mee naar Bethanië en werd vervolgens opgenomen in de hemel.
Een van de Emmaüsgangers wordt bij name genoemd: Kleopas. Wellicht gaat Marcus 16:12-13 ook over de Emmaüsgangers.

## Emmaüsgangers in de kunst
De Emmaüsgangers komen in de westerse kunst in twee scènes voor: terwijl zij onderweg zijn naar Emmaüs, en tijdens het avondmaal te Emmaüs. 
Afbeeldingen van de Emmaüsgangers kwamen al in de Byzantijnse kunst voor (mozaïek in de Sant'Apollinare Nuovo te Ravenna), en later ook in het westen, doch niet veelvuldig. In de laat-renaissance en barok (Rembrandt) ziet men de Emmaüsgangers herhaaldelijk geschilderd, vooral in de avondmaalscène, zoals in het schilderij van Abraham Bloemaert.
De afbeelding van Christus, voorgaand in gebed, in gesprek aan tafel en in een groep mensen is aantrekkelijk om te schilderen. Het is een huiselijk, menselijk, en begrijpelijk tafereel terwijl op hetzelfde moment het wonder van de wederopstanding van de dode verlosser, het onderwerp van het schilderij is. In protestantse maar ook in katholieke kringen was het bezoek aan Emmaüs een geliefd thema.

### De Emmaüsgangers in de stijl van Johannes Vermeer door Han van Meegeren
De Nederlandse meestervervalser Han van Meegeren werd vlak voor de Tweede Wereldoorlog schatrijk door de verkoop van de door hem geschilderde Emmaüsgangers dat hij door liet gaan voor een schilderij van Johannes Vermeer. Het doek hangt in het Museum Boijmans Van Beuningen in Rotterdam.